# President del Parlament Europeu

Bandera de la Unió Europea

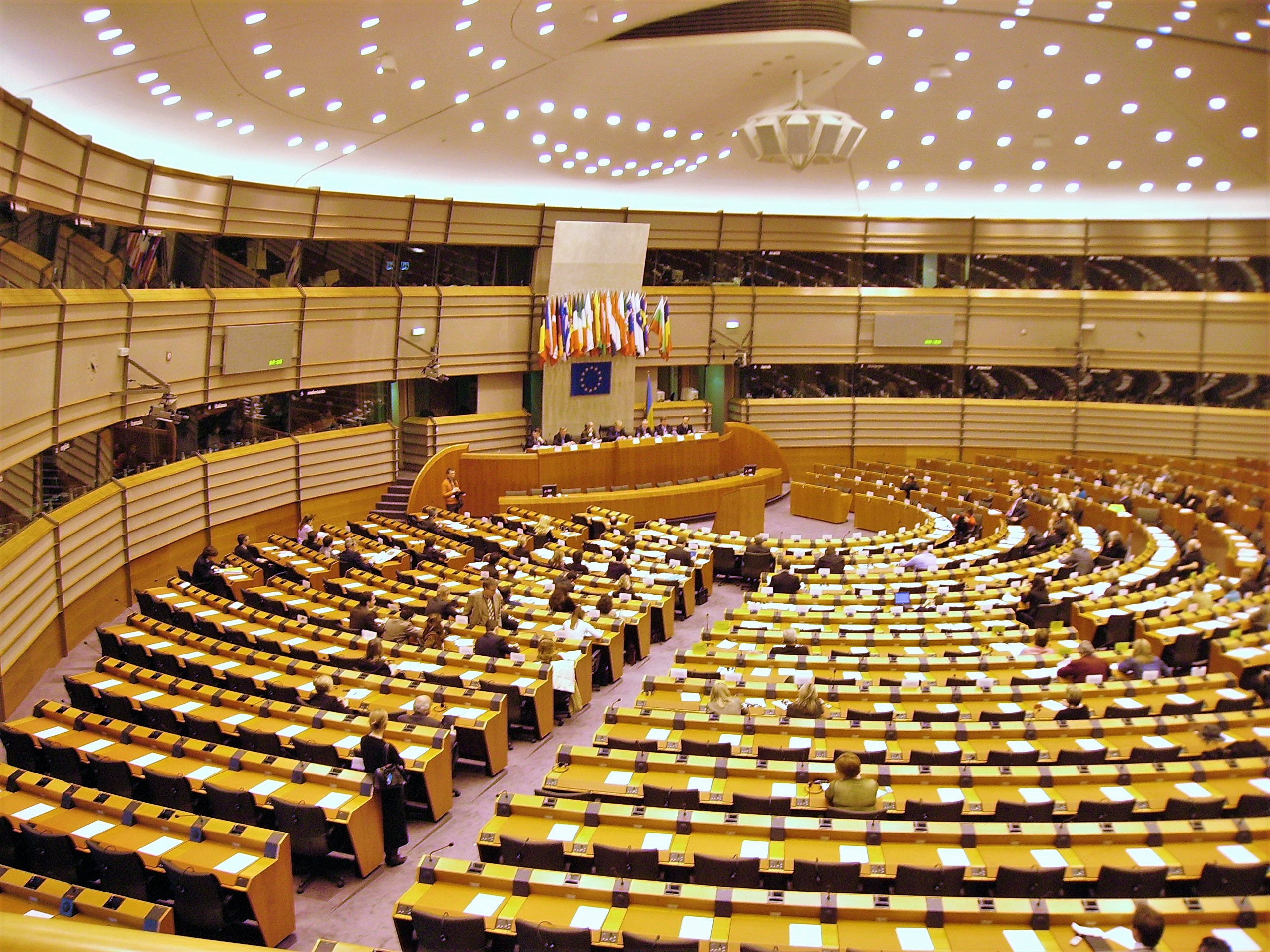
Imatge interior del Parlament Europeu a Brussel·les

El president del Parlament Europeu supervisa totes les activitats del Parlament Europeu i dels seus cossos constitutius. Presideix totes les sessions plenàries, les reunions del Bureau i les Conferències de Presidents. Representa al Parlament Europeu en les relacions exteriors, especialment en les relacions internacionals. El rol que compleix és similar al de qualsevol president d'un parlament nacional.
El Bureau és el cos regulador responsable del pressupost del parlament i de les matèries administratives. Està integrat pel president, catorze vicepresidents i sis Quaestors que són responsables de l'administració de tots els temes relacionats directament amb els Membres del Parlament Europeu. S'escull a tots els membres del Bureau per un període de trenta mesos, realitzant-se l'elecció al principi i a la meitat del període de cinc anys del parlament.
La Conferència de Presidents és integrada pel president i els diferents Presidents dels grups polítics que integren el Parlament. Aquest és el cos responsable de l'organització del Parlament.

## Llista dels Presidents del Parlament Europeu

### Presidents de l'Assemblea Comuna, 1952–1958
| Anys en el càrrec | Nom                                    | Grup                 | Estat   |
| ----------------- | -------------------------------------- | -------------------- | ------- |
| 1952-1954         | Paul Henri Spaak                       | Socialista           | Bèlgica |
| 1954              | Alcide De Gasperi (morí el 19 d'agost) | Democràcia cristiana | Itàlia  |
| 1954-1956         | Giuseppe Pella                         | Democràcia cristiana | Itàlia  |
| 1956-1958         | Hans Furler                            | Democràcia cristiana | RFA     |

### Presidents de l'Assemblea Parlamentària, 1958–1962
| Anys en el càrrec | Nom            | Grup                 | Estat  |
| ----------------- | -------------- | -------------------- | ------ |
| 1958-1960         | Robert Schuman | Democràcia cristiana | França |
| 1960-1962         | Hans Furler    | Democràcia cristiana | RFA    |

### Presidents del Parlament designat, 1962–1979
| Anys en el càrrec | Nom                    | Grup                 | Estat         |
| ----------------- | ---------------------- | -------------------- | ------------- |
| 1962–1964         | Gaetano Martino        | Liberal              | Itàlia        |
| 1964-1965         | Jean Pierre Duvieusart | Democràcia cristiana | Bèlgica       |
| 1965-1966         | Victor Leemans         | Democràcia cristiana | Bèlgica       |
| 1966-1969         | Alain Poher            | Democràcia cristiana | França        |
| 1969-1971         | Mario Scelba           | Democràcia cristiana | Itàlia        |
| 1971-1973         | Walter Behrendt        | Socialista           | RFA           |
| 1973-1975         | Cornelis Berkhouwer    | Liberal              | Països Baixos |
| 1975-1977         | Georges Spénale        | Socialista           | França        |
| 1977-1979         | Emilio Colombo         | Democràcia cristiana | Itàlia        |

### Presidents escollits directament pel Parlament, 1979-present
| Lesgislatura | Anys en el càrrec | Nom                     | Grup    | Estat         |
| ------------ | ----------------- | ----------------------- | ------- | ------------- |
| Primera      | 1979-1982         | Simone Veil             | ELDR    | França        |
| Primera      | 1982-1984         | Piet Dankert            | Soc     | Països Baixos |
| Segona       | 1984-1987         | Pierre Pflimlin         | UDF/RPR | França        |
| Segona       | 1987-1989         | Charles Henry Plumb     | PPE-ED  | Regne Unit    |
| Tercera      | 1989-1992         | Enrique Barón Crespo    | Soc     | Espanya       |
| Tercera      | 1992-1994         | Egon Klepsch            | PPE-ED  | Alemanya      |
| Quarta       | 1994-1997         | Klaus Hänsch            | PES     | Alemanya      |
| Quarta       | 1997-1999         | José María Gil-Robles   | PPE-ED  | Espanya       |
| Cinquena     | 1999-2002         | Nicole Fontaine         | PPE-ED  | França        |
| Cinquena     | 2002-2004         | Pat Cox                 | ELDR    | Irlanda       |
| Sisena       | 2004-2007         | Josep Borrell Fontelles | PES     | Espanya       |
| Sisena       | 2007-2009         | Hans-Gert Pöttering     | PPE-DE  | Alemanya      |
| Setena       | 2009-2012         | Jerzy Buzek             | PPE     | Polònia       |
| Setena       | 2012-2014         | Martin Schulz           | S&D     | Alemanya      |
| Vuitena      | 2014-2017         | Martin Schulz           | S&D     | Alemanya      |
| Vuitena      | 2017-2019         | Antonio Tajani          | PPE     | Itàlia        |
| Novena       | 2019-2022         | David Sassoli           | S&D     | Itàlia        |
| Novena       | 2022–             | Roberta Metsola         | PPE     | Malta         |

## Elecció del President

### 6a Legislatura
Després de les eleccions europees de juny de 2004, els eurodiputats escollits pels ciutadans europeus van compondre el nou Parlament, en el qual la primera força va ser el Partit Popular Europeu, seguida pel Partit Socialista Europeu. Aquestes dues formacions van pactar escollir a un president socialista de meitats de 2004 fins al gener de 2007 i, posteriorment, de gener de 2007 a mitjans de 2009, un president popular.

#### Elecció de l'11è President
El 20 de juliol de 2004 es va votar al Parlament Europeu l'elecció del nou president.
| Candidats         | Partit                                        | Estat   | Vots |
| ----------------- | --------------------------------------------- | ------- | ---- |
| Josep Borrell     | Partit Socialista Europeu                     | Espanya | 388  |
| Bronislaw Geremek | Partit Europeu Liberal Demòcrata i Reformista | Polònia | 208  |
| Francis Wurtz     | Partit de l'Esquerra Europea                  | França  | 51   |

#### Elecció del 12è President
El 16 de gener de 2007 es va votar al Parlament Europeu l'elección del nou president.
| Candidats           | Partit                       | Estat     | Vots |
| ------------------- | ---------------------------- | --------- | ---- |
| Hans-Gert Pöttering | Partit Popular Europeu       | Alemanya  | 450  |
| Monica Frassoni     | Partit Verd Europeu          | Itàlia    | 145  |
| Francis Wurtz       | Partit de l'Esquerra Europea | França    | 48   |
| Jens-Peter Bonde    | Independència i Democràcia   | Dinamarca | 46   |